# Takahashi Hiroaki
Takahashi Hiroaki est un nom japonais traditionnel ; le nom de famille (ou le nom d'école), Takahashi, précède donc le prénom (ou le nom d'artiste).
 (décembre 2018).
Si vous disposez d'ouvrages ou d'articles de référence ou si vous connaissez des sites web de qualité traitant du thème abordé ici, merci de compléter l'article en donnant les références utiles à sa vérifiabilité et en les liant à la section « Notes et références ».
Takahashi Hiroaki dit Shotei (高橋 弘明, 1871-1945) est un peintre japonais né dans le quartier d’Asakusa à Tokyo sous le nom de Matsumoto Katsutaro puis adopté à l’âge de 9 ans par la famille Takahashi dont il prit le nom.

## Biographie
Son oncle Matsumoto Fuko le forma à la peinture Nihonga dès l’âge de 9 ans en lui faisant copier des œuvres anciennes. Son go (nom d'artiste) « Shotei » viendrait de son oncle car le nom « Matsumoto » commence par un caractère qui se lit soit « sho », soit « Matsu ».
L’histoire de Takahashi est indissociable de celle de Watanabe Shozaburo, le créateur du style Shin-Hanga. Watanabe, le plus célèbre éditeur d’estampes du XXe siècle, ne quitta jamais le Japon mais sut créer les images qui allaient séduire les amateurs européens et américains, des images offrant une vision romantique du Japon qui avait cessé d’exister à la fin de l’époque Edo. Les dessins de Takahashi furent le fer de lance de sa production.
Watanabe l’embaucha  en 1907 et lui fit faire, sous son contrôle, les premiers dessins emblématiques du style Shin-Hanga. Takahashi prit alors le nom de « Shotei » et se spécialisa dans le dessin de paysage. Les touristes et les collectionneurs étrangers nostalgiques du « vieux Japon » raffolèrent tout de suite des estampes signées de son nom.
À partir de 1921, il commença à utiliser les go d’« Hiroaki » et de « Komei » tout en continuant à utiliser le sceau « Shotei » au cours des années 1930, ce nom étant déjà bien connu à l’étranger.
Avant le tremblement de terre de Kanto en 1923, Shotei dessina 500 estampes pour Watanabe dont seulement 11 sont des oban. Les autres estampes vont de la taille chuban jusqu’à de très petits formats.
La boutique et l’atelier de Watanabe furent totalement détruits par l’incendie qui suivit le tremblement de terre. L’éditeur et ses artistes durent recommencer à zéro. Après 1923, Shôtei dessina 250 estampes. Certaines étaient des reproductions de celles dont les planches gravées avait brûlé dans l’incendie et que l’éditeur fit imprimer dans des couleurs plus vives, les adaptant ainsi au goût des amateurs.
Il semblerait que Watanabe ait laissé Takahashi dans l’ombre en le cantonnant dans une production plus commerciale donc moins innovante alors qu’il poussait Kawase Hasui, Shiro Kasamatsu, Itō Shinsui, Natori Shunsen, Koson Ohara et tous ceux qui devinrent les étoiles du   Shin-Hanga. La raison de cette différence de traitement pourrait avoir son origine dans le fait que Watanabe, en homme d’affaires très avisé, pratiquait une forme de spécialisation. Le rôle de Takahashi aurait donc été d’alimenter le catalogue de l’éditeur avec une production de qualité collant plus au goût du marché afin de ramener les subsides nécessaires à l’embauche des artisans dont la maison avait besoin en permanence pour répondre à la demande. Takahashi accepta ce rôle vraisemblablement sans se plaindre car leur collaboration très longue laisse à penser qu’elle était satisfaisante pour chacun.
Il semblerait aussi que Hiroaki soit l’artiste qui ait le mieux supporté le dirigisme de Watanabe. Les artistes réalisaient des peintures que des artisans convertissaient en estampes sous le contrôle de Watanabe lui-même. Tous ne réussissaient pas à accepter la façon rigide dont l’éditeur dirigeait leur travail. Certains, comme Hiroshi Yoshida et Hashiguchi Goyo, cessèrent rapidement leur collaboration avec lui ou commencèrent à travailler en parallèle avec d’autres éditeurs moins interventionnistes.
Toutefois, Takahashi travailla lui aussi avec d’autres éditeurs, sans doute pour fuir un temps la rigidité et les limites que lui imposaient Watanabe. Il semble qu’il ait eu plus de liberté de création avec Fusui Gabo pour qui il dessina des estampes de taille plus grande, oban entre autres, que les formats dans lesquels Watanabe l’avait spécialisé. De plus, chez Fusui, il joua aussi le rôle d’éditeur pour des reproductions d’Ukiyo-e. Dans les années 1930, il fit aussi 200 estampes pour Shobido Tanaka dont 12 mitsugiri-ban (18 × 39,5 cm) et environ 180 estampes de plus petite taille.
On a pu dire que Watanabe n’avait pas donné à Takahashi la même chance d’épanouir son talent qu’à d’autres artistes car celui-ci allait naturellement vers un style de création trop « à l’ancienne ». À voir les 29 oban qu’il a fait pour Watanabe  vers la fin de leur collaboration et les 23 dessinés pour Fusui Gabo, cette hypothèse n’est pas vérifiée.
Takahashi laisse donc une quantité limitée de oban, mais ses nombreux mitsugiri-ban et chuban dits « commerciaux »  composent un riche héritage. Il fut d’ailleurs célèbre au Japon et autant à l’étranger.
La date et les circonstances de sa mort ne sont pas connues avec précision. Selon certaines sources, il serait une des victimes de la bombe atomique d’Hiroshima tandis qu’il séjournait chez sa fille qui vivait dans cette ville. Plus vraisemblablement, d’après les archives de sa famille, il serait mort le 11 février 1945 d’une pneumonie,,,,,,,.

## Galerie

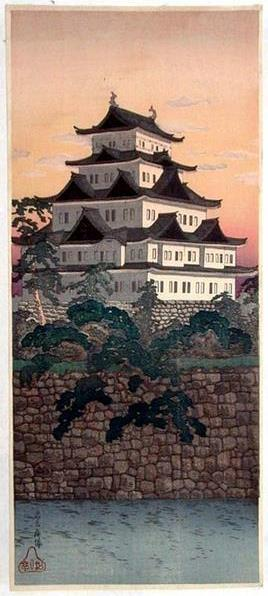
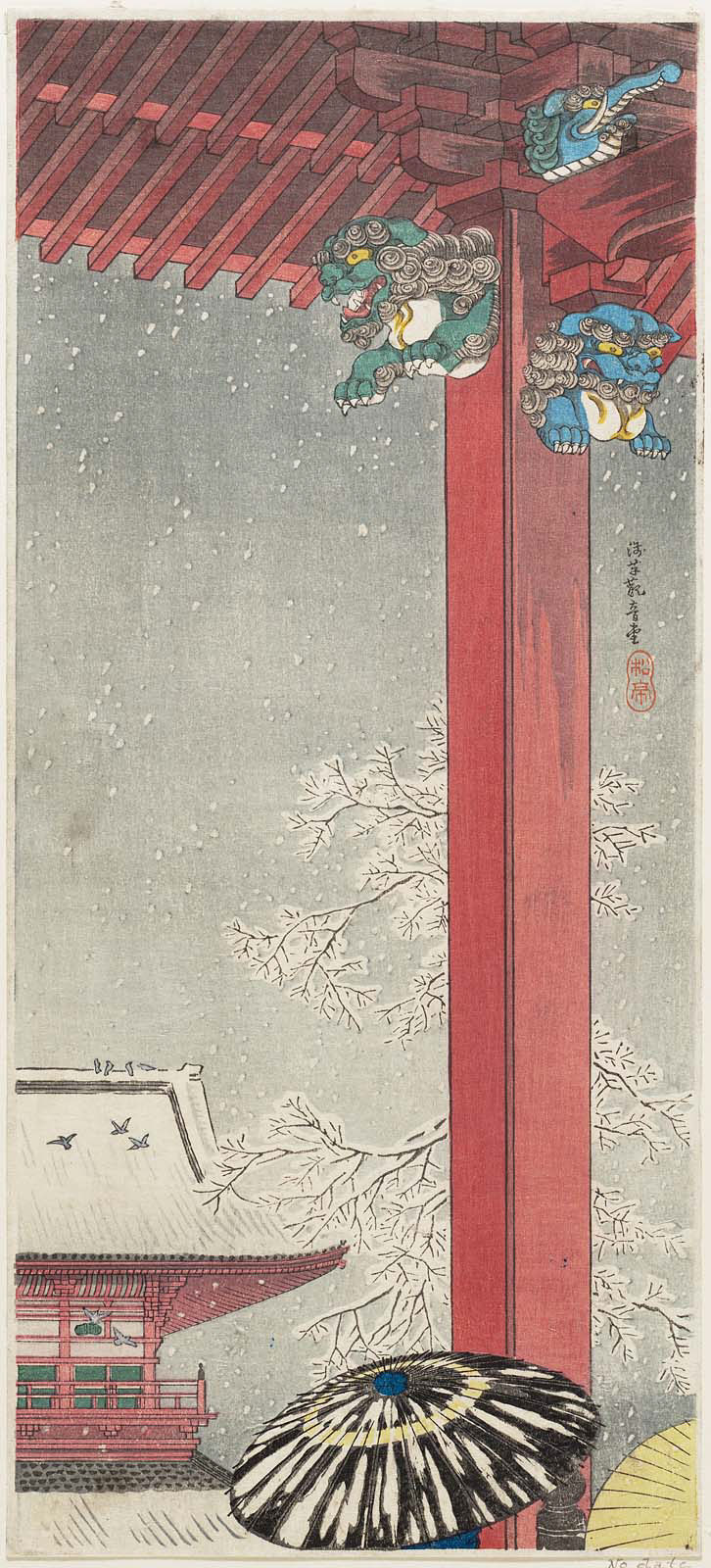
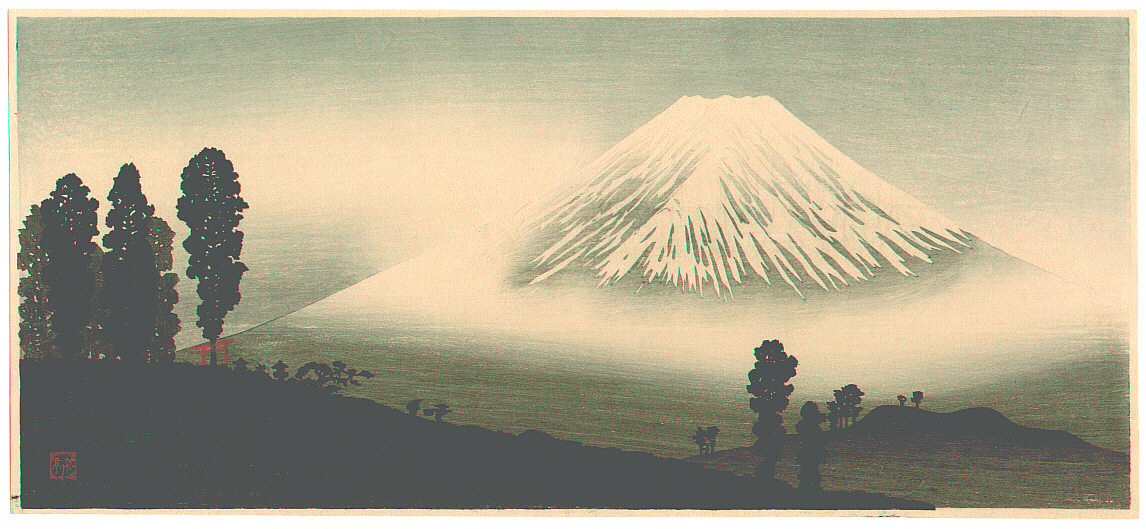
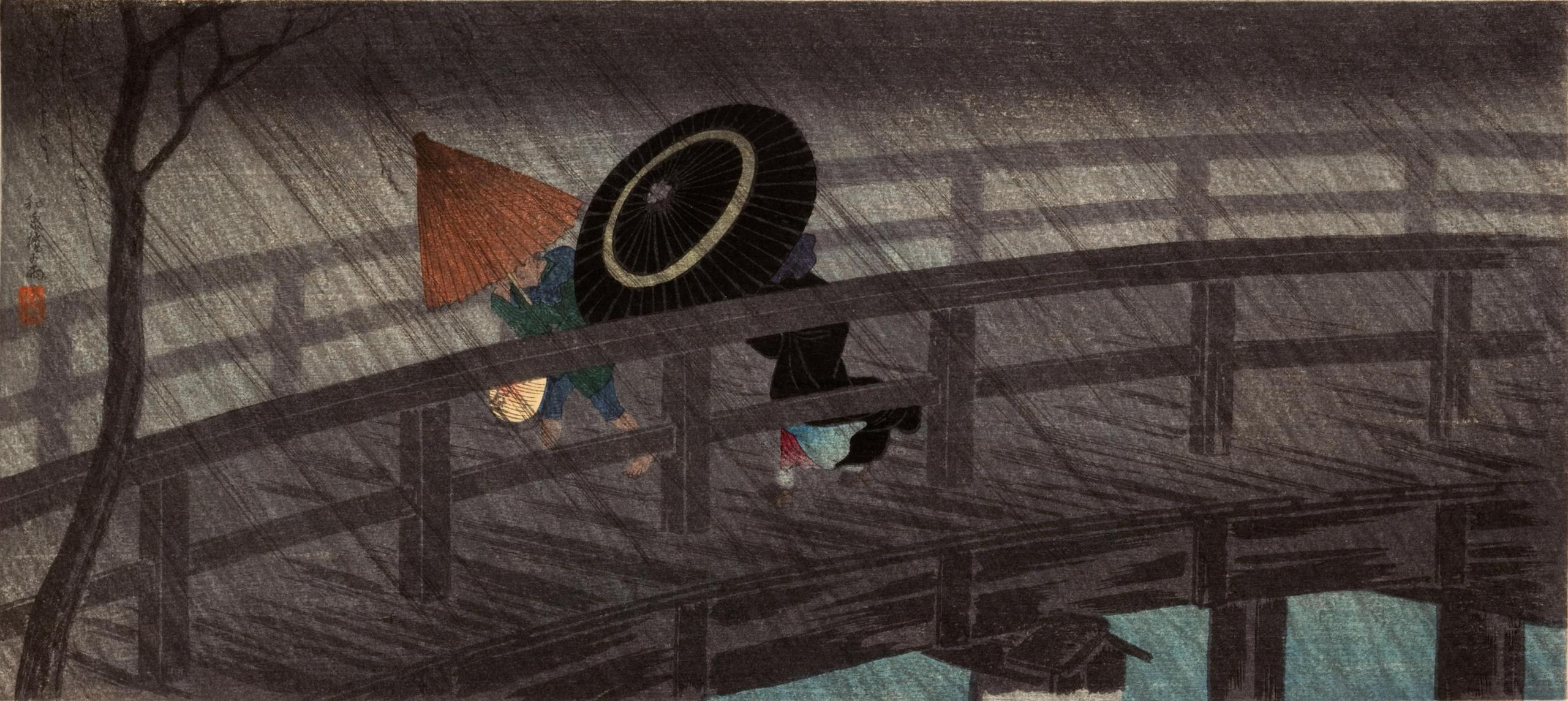
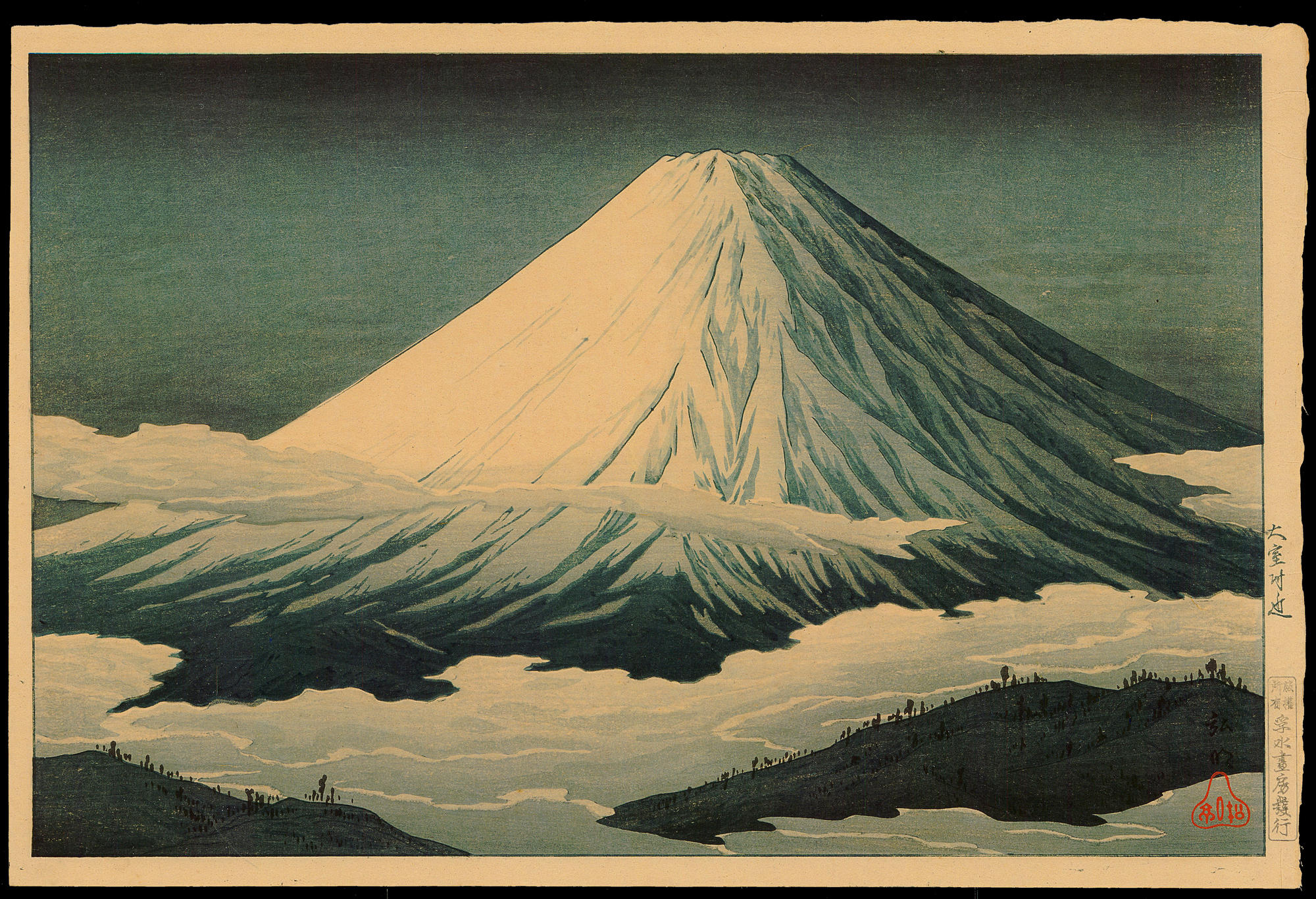
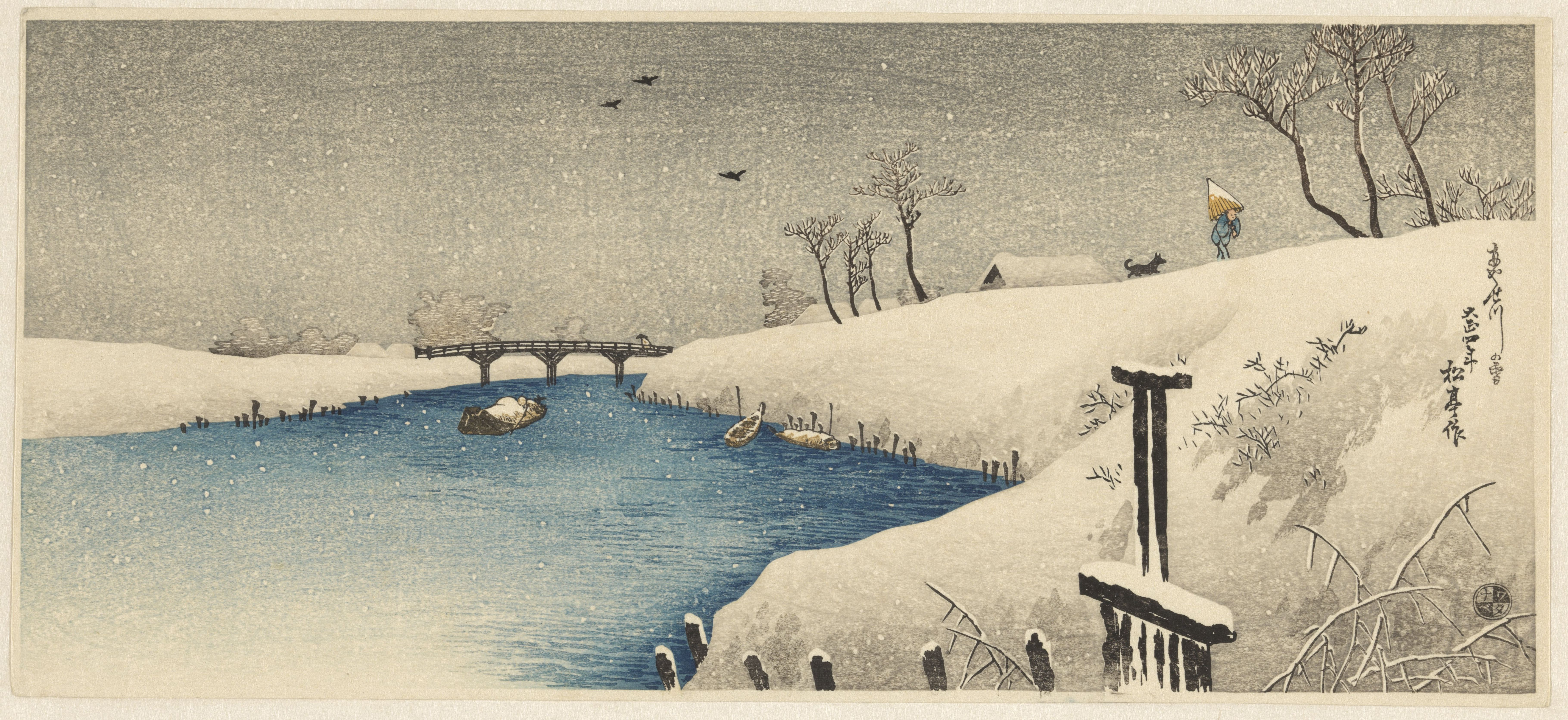
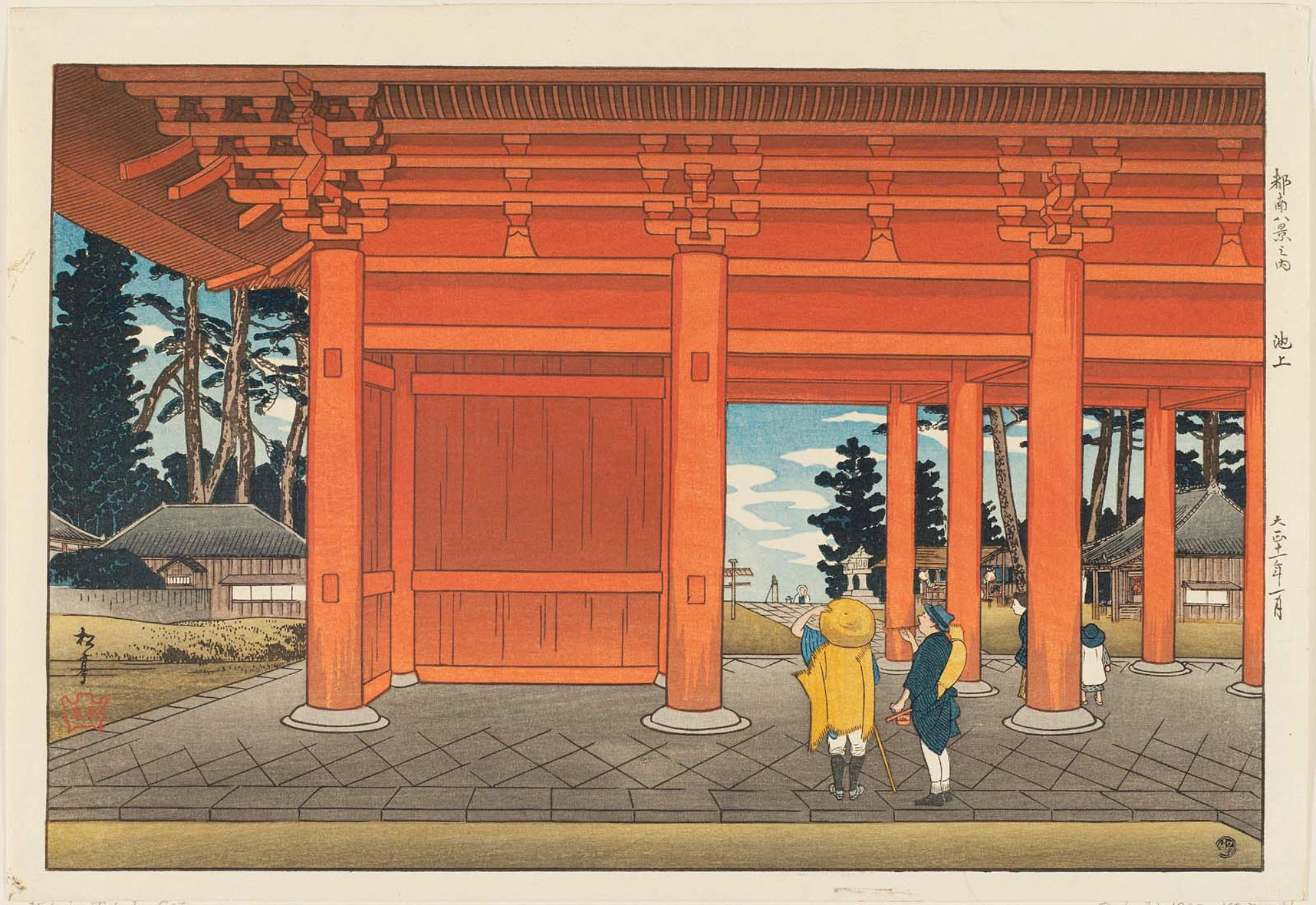
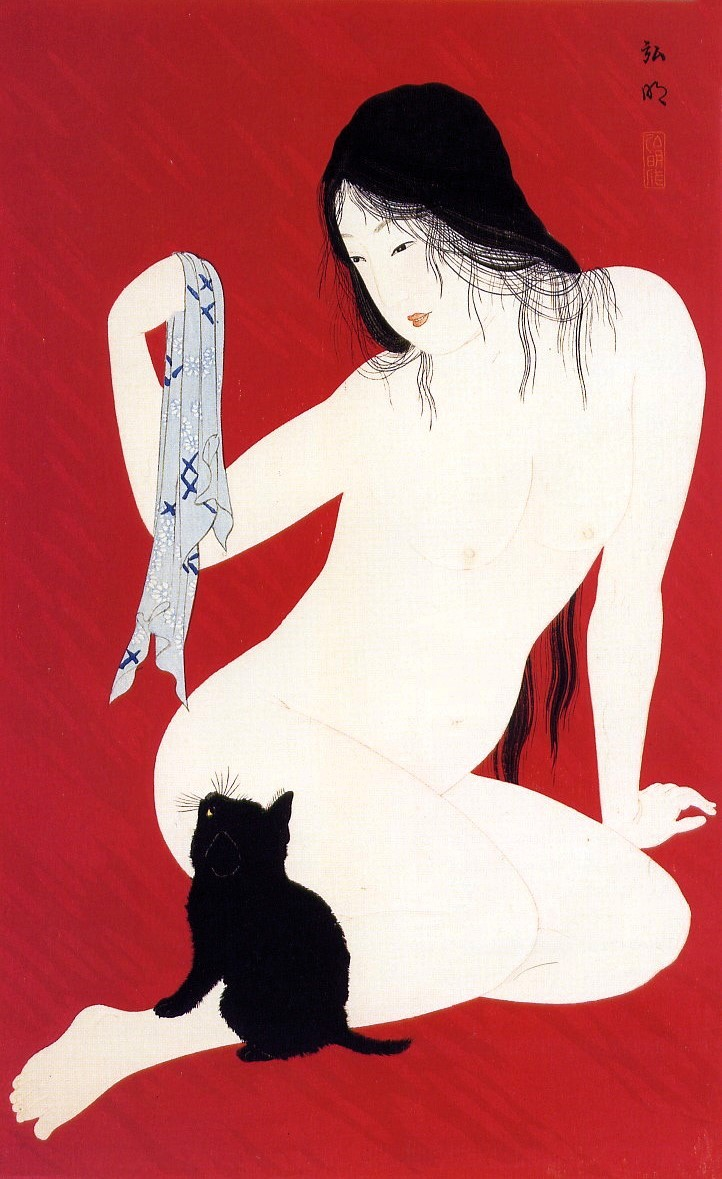